# Altamirano, Argentina
Altamirano är en ort i Argentina. Den ligger i provinsen Buenos Aires, i den östra delen av landet, 90 kilometer söder om huvudstaden Buenos Aires. Folkmängden uppgår till cirka 200 invånare.

## Geografi
Altamirano ligger 18 meter över havet. Terrängen runt Altamirano är mycket platt. Runt Altamirano är det glesbefolkat, med 10 invånare per kvadratkilometer.. Närmaste större samhälle är Jeppener, 10,2 kilometer norr om Altamirano. Trakten runt Altamirano består i huvudsak av gräsmarker.